# Quercus trojana
Quercus trojana — вид рослин з родини Букові (Fagaceae); поширений у південній Європі й західній Туреччині.

## Опис
Швидкоросле дерево, яке може виростати до 18 м. Стовбур до 0.6 м у діаметрі. Крона спочатку конічна, потім куполоподібна. Кора сіро-коричнева, борозниста. Гілочки коричнево-зелені, іноді з кількома зірчастими волосками, стають сіро-коричневими. Листки 3–9 × 2–5 см, напіввічнозелені, овально-ланцетні; верхівка загострена; основа округла або субсерцеподібна; край зубчастий; обидві сторони голі і злегка сірувато-зелені; ніжка листка 0.2–0.5 см завдовжки, рідко волосистий. Жолудь 2.7–4.5 см завдовжки, 1.8–2 см у діаметрі; верхівка урізана; чашечка сидяча або майже так, діаметром 2.5 см, з довгими розкинутими лусочками, вкриває 2/3 горіха; дозріває через 2 роки.

## Середовище проживання
Поширений у південній Європі (Албанія, Болгарія, Греція, пд. Хорватія, пд.-сх. Італія, Республіка Македонія, Чорногорія, пд. Сербія) й західній Туреччині.
Зростає в середземноморських лісистих місцевостях, де може бути панівним видом. росте в гаригах, макі й деградованих лісах. Терпимий до більшості типів ґрунту, але росте найкраще на вологих, вапняних ґрунтах. Трапляється в районах із середнім температурним діапазоном від 6 до 17 ° C. Потребує рясного світла для зростання; стійкий до сильних вітрів. Часто трапляється в асоціації з іншими видами дубів. Висотний діапазон: 100–1400 м.

## Використання
Використовується для деревини, яка історично використовувалася для суднобудування. Нині використовується як паливо, у парках, для жолудів.

## Загрози й охорона
Загрози невідомі.
Зустрічаються у природоохоронних зонах Natura 2000 у межах Європи.

## Галерея

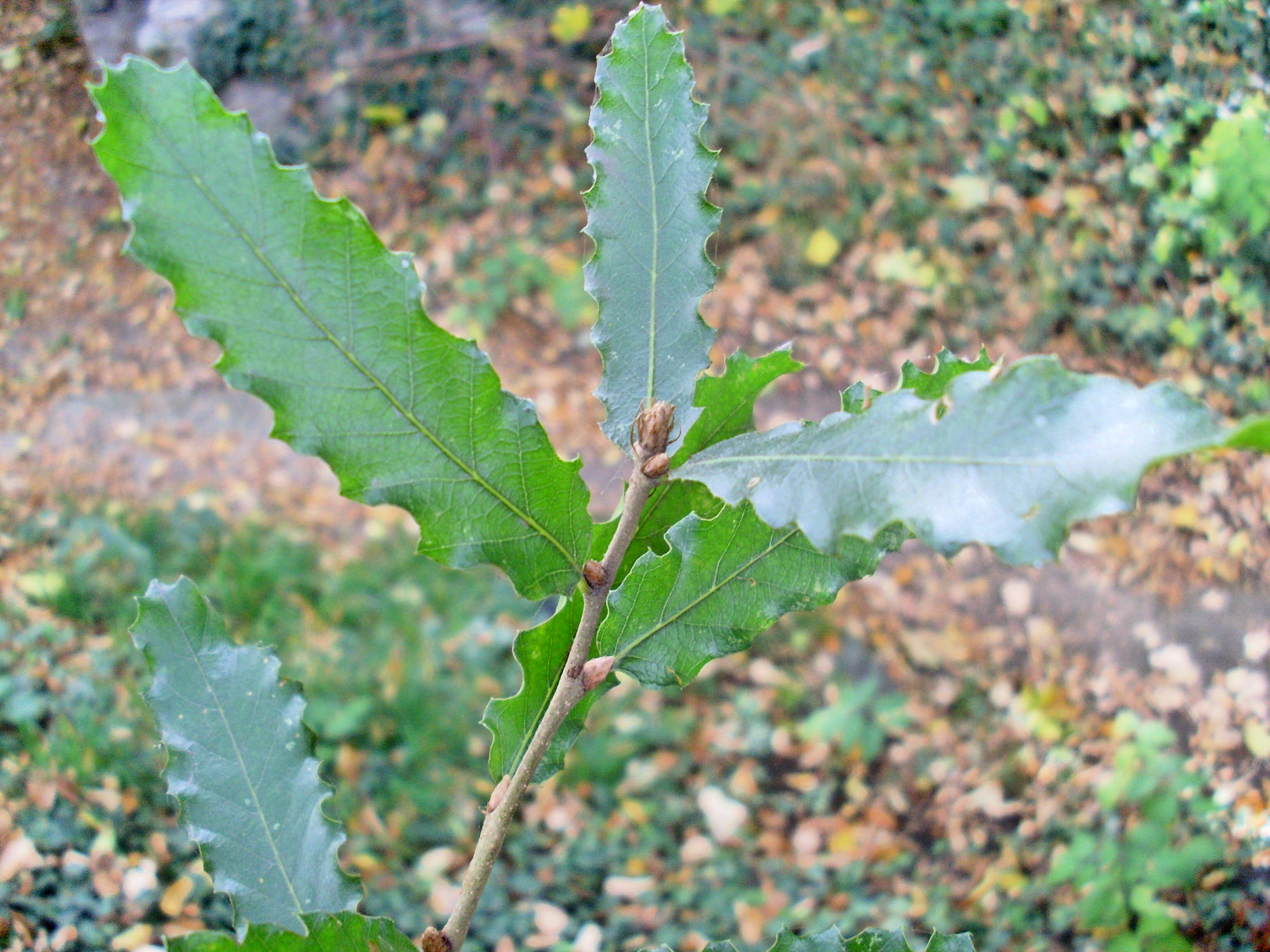
листки
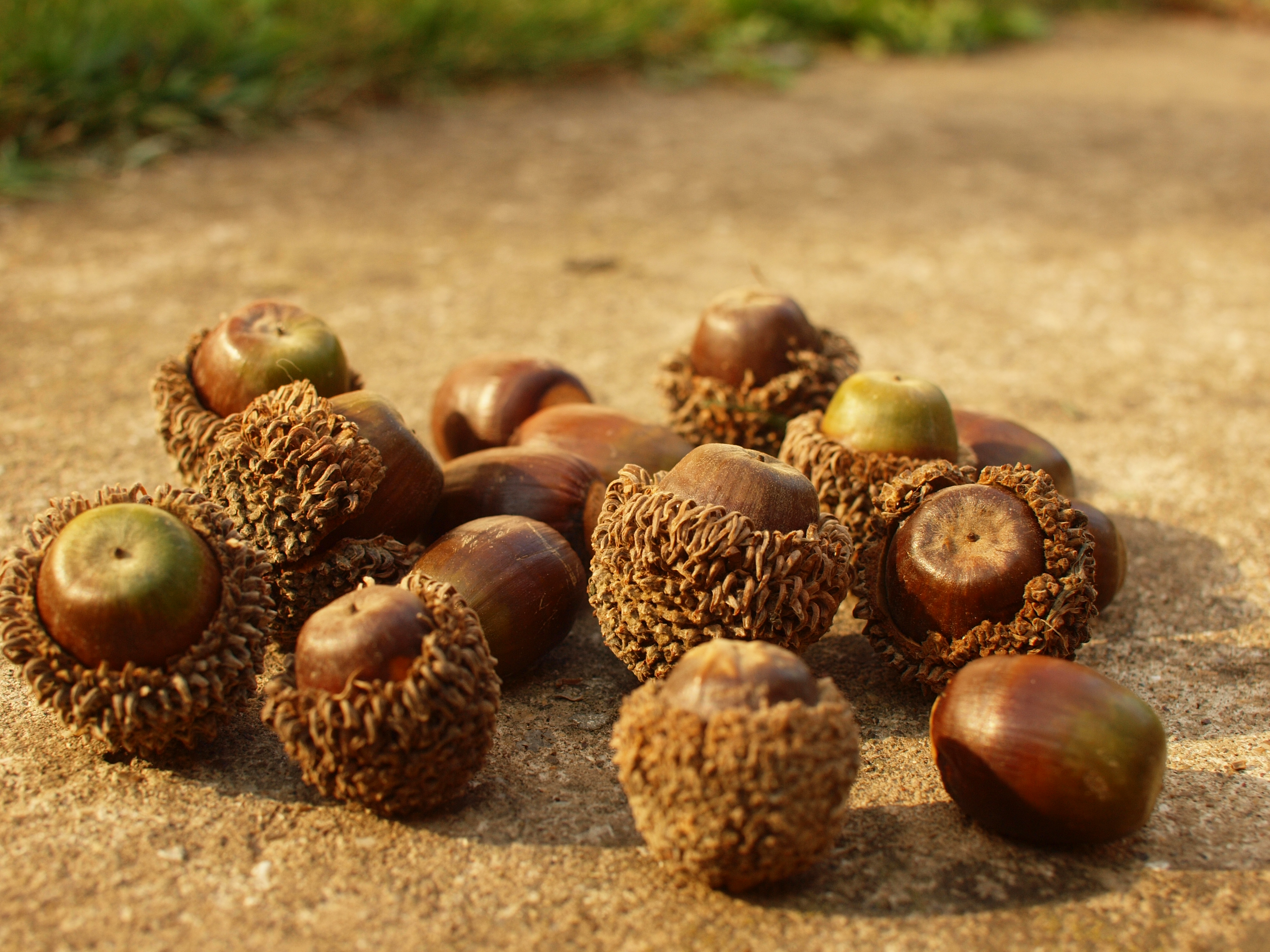
жолуді
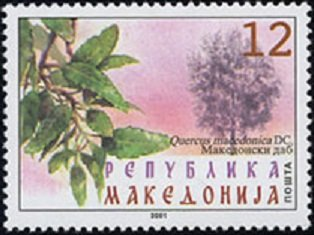
дуб на марці Республіки Македонія